# پل کال شور
پل کال شور مربوط به دوره صفوی است و در ۳۴ کیلومتری شمال گناباد، بر روی رودکال شور واقع شده و این اثر در تاریخ ۱۷ مرداد ۱۳۸۳ با شمارهٔ ثبت ۱۱۰۵۵ به‌عنوان یکی از آثار ملی ایران به ثبت رسیده‌است.